# Церква Покрови Пресвятої Богородиці (Батурин)
Церква Покрови Пресвятої Богородиці, також Свято–Покровська церква, також Покро́вська це́рква в Батурині — парафіяльний храм Чернігівської єпархії ПЦУ.
Протягом своєї історії двічі руйнувалася і двічі відбудовувалася.

## Архітектура
Покровська церква (2008 р.) споруджена в стилі козацького бароко, хрещата у плані, п'ятибанна. Головний архітектор проекту — Георгій Рогожин.

## Історія
Дерев'яна церква

Покровська церква у Батурині. 1934 р.

За доби Гетьманщини в Батурині існувала дерев'яна церква Покрови Пресвятої Богородиці. Дата її побудови невідома. Гетьман Іван Мазепа жертвував кошти на цю церкву. Отже, вона з'явилася у Батурині до 1708 р. Точне місцезнаходження її не встановлене. При ній у XVIII ст. були шпиталь (богадільня) і школа.
У Рум'янцевському описі (1765—1769) стара дерев'яна Покровська церква без приділів згадується на Київській і на Київській Перспективній вулиці. Ця церква згоріла 9 січня 1783 р.
Перша кам'яна церква і школа
У 1789 р. було освячено новий храм Покрови Богородиці, зведений з ініціативи священника Івана Джунковського і парафіян. Він знаходився за сучасною адресою вул. Шевченка, 2, 4. Архітектор невідомий. Однобанна, хрестовидна у плані церква була споруджена у стилі пізнього класицизму. Церква мала 30 аршин (21 м) у довжину і стільки ж — у висоту. Високу триярусну дзвіницю над західним притвором прибудували у середині ХІХ ст. Церковний двір із прилеглим до нього цвинтарем було обнесено кам'яною огорожею.
У другій половині ХІХ ст. церква відносилася до V штату. При ній були священик, псаломщик та церковний староста.
Серед реліквій Покровської церкви особливо цінною була ікона Богоматері у визолоченій ризі з написом: «Сие шата сделаны старанием и коштом Дмитрия Климентиєва Стожка 1791 г. 30 марта». За переказом, цей образ було привезено з Данцінгу (Гданська) батуринським сотником Д. Стожком.
Парафіяльна школа грамоти при батуринській церкві Покрови Пресвятої Богородиці була відкрита у 1898 р. Спочатку вона розташовувалася у орендованому приміщенні (хаті). На початку ХХ ст. біля церкви спорудили цегляну будівлю школи висотою у 1,5 поверхи із входом з боку церкви. Вписуючи будівлю школи у ансамбль церкви, її фасади прикрасили пілястрами і карнизами, які перегукувалися із класицистичними елементами храму і його дзвіниці. Внутрішній простір школи мав коридорну композицію. Будівля школи збереглася до нашого часу. Як пам'ятка архітектури місцевого значення входить до складу НІКЗ "Гетьманська столиця".

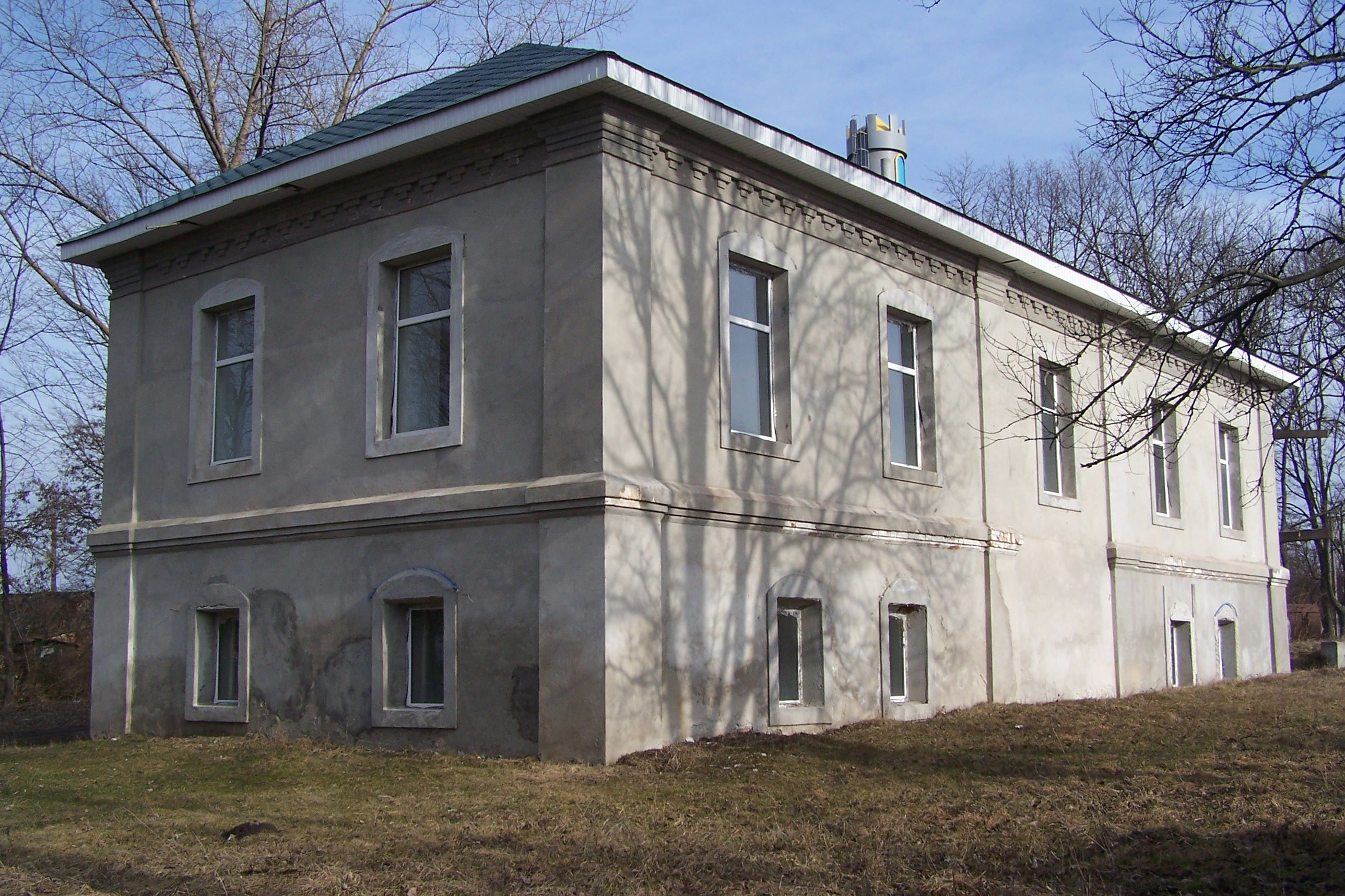
Покровська церковнопарафіяльна школа початку ХХ ст.

Останнього настоятеля цієї церкви Михайла Імшенецького було репресовано.
У 1936 р. Покровська церква була знищена окупаційним режимом московських большевиків, а в 50-ті рр. ХХ ст. вибухівкою зруйновано церковну дзвіницю. На місці церкви зараз розташована артезіанська свердловина з водонапірною вежею.
Друга кам'яна церква
Новий п'ятибанний храм на перехресті вулиць Гетьманської та Ющенка зведено 2007—2008 за благословенням Патріарха Київського і України-Руси Філарета.
25 грудня 2007 р. Патріарх Київський і всієї Русі-України Філарет освятив хрести, які були встановлено на бані Покровського храму.
25 серпня 2008 р. новий храм було освячено за участі Президента України В. А. Ющенка. Він є парафіяльним для громади ПЦУ.
Окрасою інтер'єру церкви стала однойменна ікона ХІХ ст., яку подарував Президент України В. А. Ющенко. Зцілює хворих, надає наснаги вірянам часточка мощей Св. Варвари, яка також є скарбом храму.
19 листопада 2011 р. при церкві відкрився центр дитячої творчості, який очолив протоієрей Роман (Кривко).

## Галерея

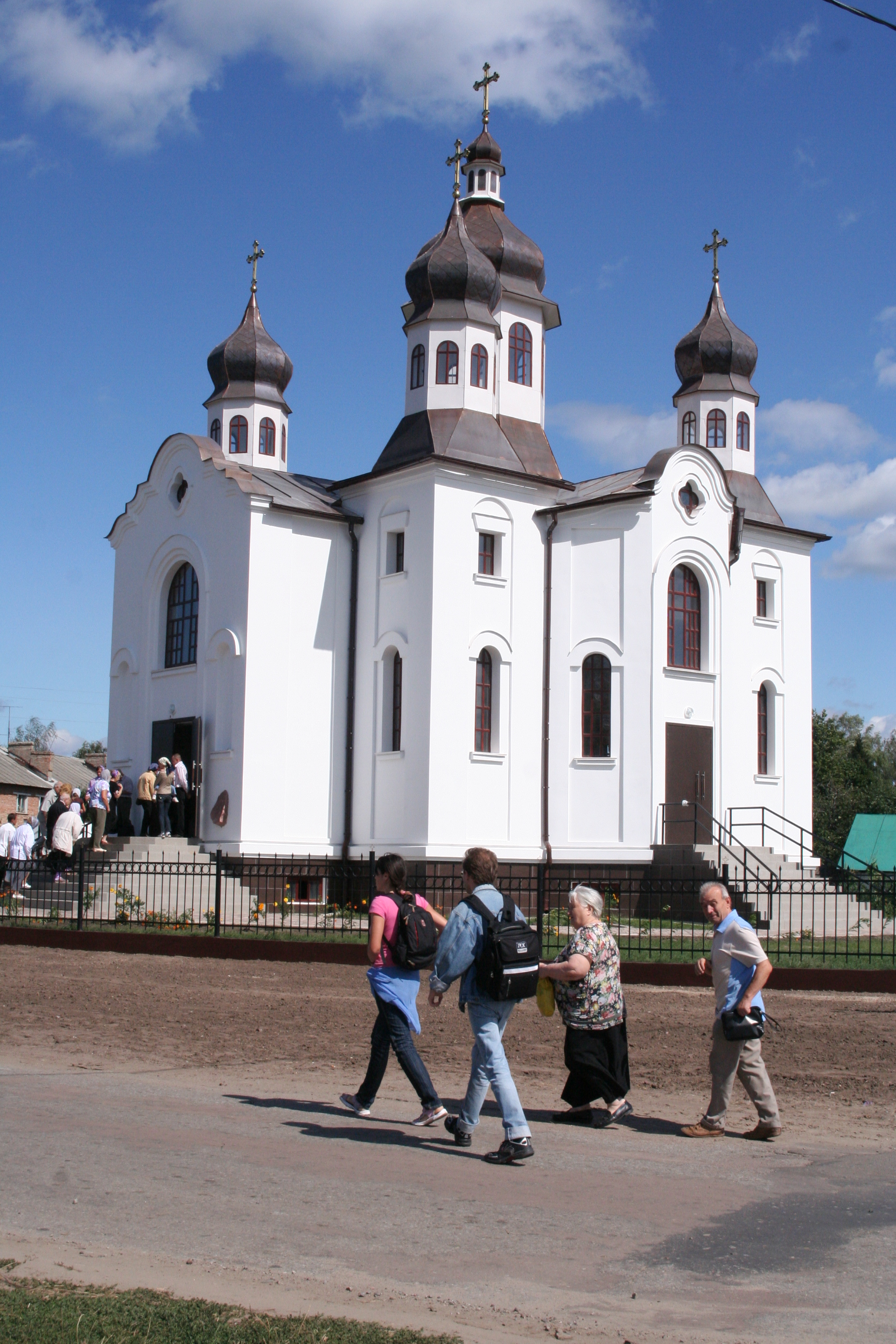
Дорога до храму
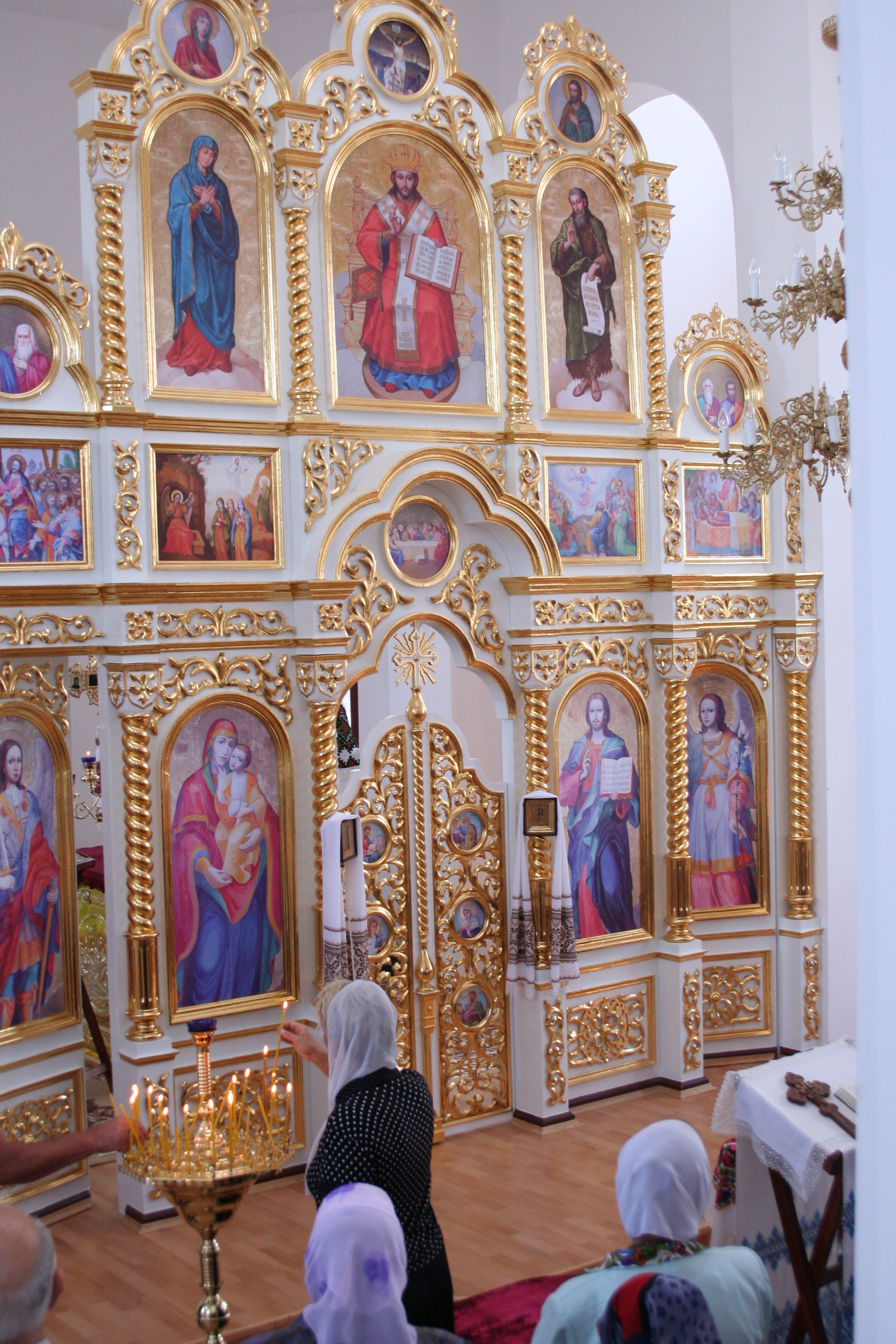
Іконостас відродженої Покровської церкви
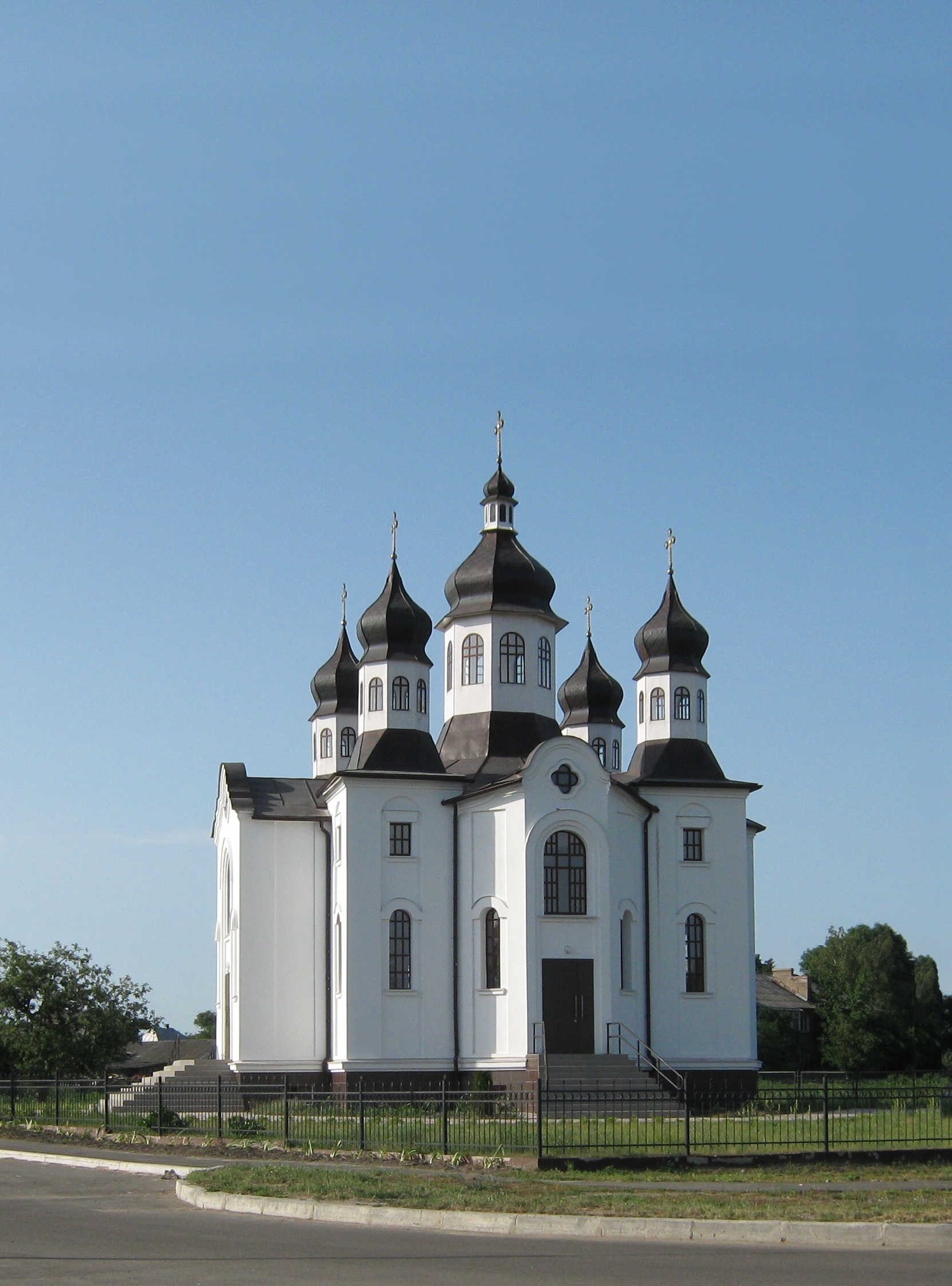
Свято–Покровська церква